# Valerianella locusta
Valerianella locusta, conhecida popularmente como erva-benta, canônigos ou canónigos (do espanhol canónigos),  alface-da-terra, alface-de-coelho ou alface-de-cordeiro é uma espécie  de planta herbácea da família Valerianaceae que se utiliza para alimentação, crua, geralmente como salada ou acompanhamento. 
Sua área de distribuição natural se estende por toda a zona temperada da Europa, da Ásia Menor, e pelo Cáucaso.

## Propriedades

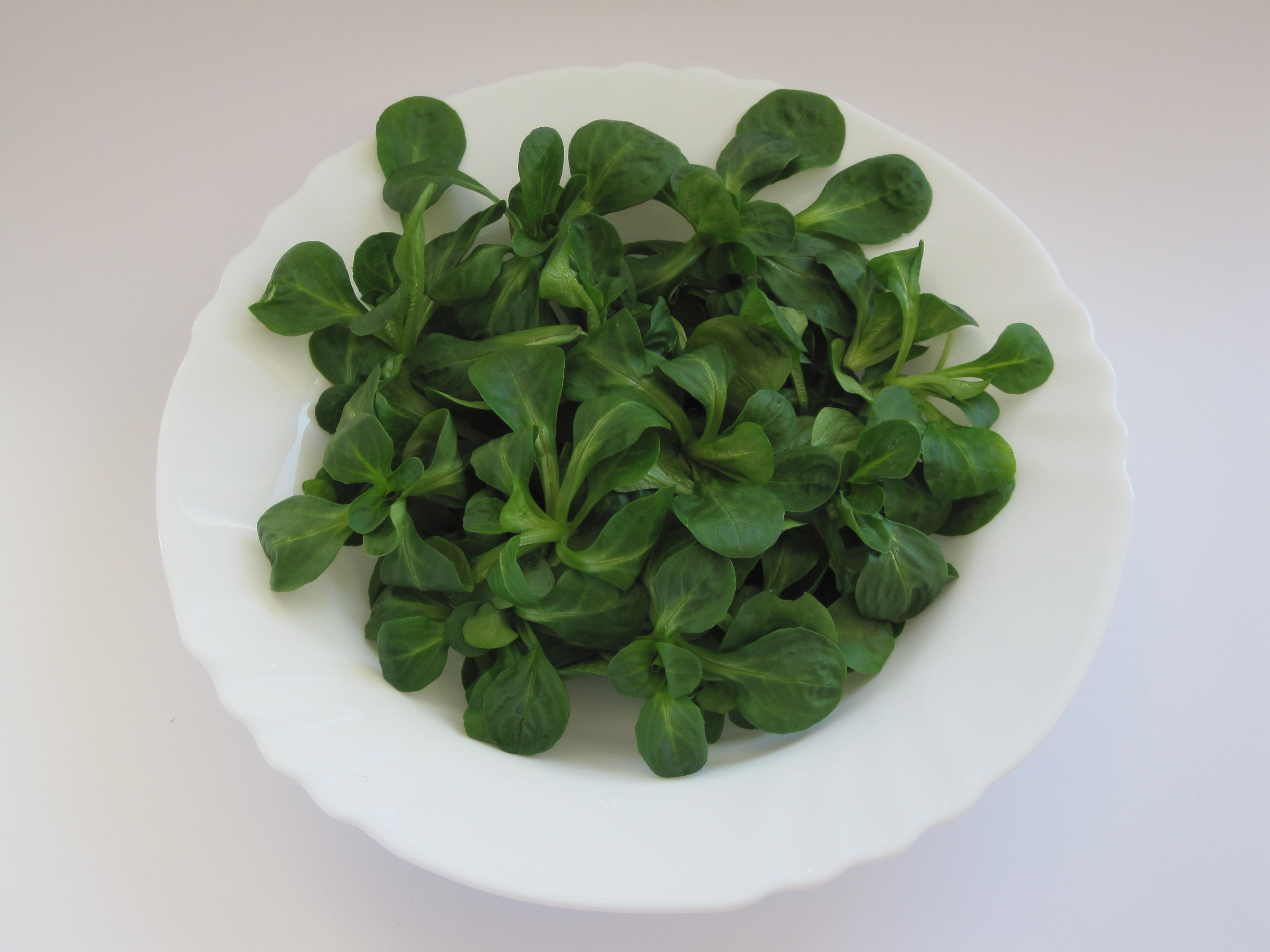
Canónigos

É rica em ácidos graxos ómega 3 (240 mg/cg), vitamina C, beta-caroteno, vitamina B6, Vitamina B9 (ácido fólico) e vitamina E. Tem poucas calorias (19 kcal/cg).

## Culinária
É muito usada em saladas, no centro da Europa.